# 直 (映像作家)
直（ちょく、1975年5月18日 - ）は、京都府生まれ、名古屋市育ちの映像作家、ミュージック・ビデオ監督、CMディレクターである。
「直 (CHOKU)」「CHOKU」と表記されることもある。

## 略歴
本名は格闘家と同姓同名。映像制作会社勤務を経て、2004年、くるりのライブドキュメントDVD「くるくる節 〜Quruli Live Tour 2004 Documentary Film〜」にてデビュー。
以後、10年以上フリーの映像作家として活動し、ミュージックビデオ、ライブ映像、CM、テレビドラマの監督・演出等を担当。

## 主な監督・参加作品

### ミュージックビデオ
| アーティスト名         | 曲名 |
| ---------------------- | --- |
| 嵐                     | 『GUTS !』『Happiness』『アオゾラペダル』『Everything』 |
| alüto                  | 『愛に手ふれて』『君の声』『未来空想』 |
| the ARROWS             | 『Clap Your Hands!! feat.カルテット』『イエスタデイワンスモアーズ』『ナイトコール』『二人三月』 |
| いであやか             | 『ずっと』『コンビニ』 |
| WEAVER                 | 『負けんな！(杉本雄治)』『Shine』『『あ』『い』をあつめて』 |
| NMB48                  | 『初恋至上主義』『孤独ギター』 |
| X21                    | 『鏡の中のパラレルガール』 |
| Every Little Thing     | 『Dream goes on』 |
| おおはた雄一           | 『かすかな光』 |
| 大原櫻子               | 『真夏の太陽』 |
| 鬼束ちひろ             | 『good bye my love』 |
| ORANGE RANGE           | 『We got the Power』 |
| 片平里菜               | 『誰にだってシンデレラストーリー』 |
| KANA-BOON              | 『さくらのうた』『桜の詩』『マーブル』 |
| カラーボトル           | 『合鍵』 |
| Charisma.com           | 『HATE』『お局ロック』 |
| 河内REDS               | 『東京ガール』『オリオン座』『時計じかけのオレたち』 |
| キャラメルペッパーズ   | 『青春SONG〜YELL〜』 |
| GReeeeN                | 『キセキ』『扉』『歩み』『雪の音』『HEROES』『愛し君へ』 |
| くるり                 | 『Baby I Love You from DVD「京都音楽博覧会 2011 IN 梅小路公園」』『ブレーメン from DVD「横濱ウィンナー」』『最後のメリークリスマス』 『glory days』（岸田繁との共作）『オールドタイマー』（木村真生との共作） |
| クレンチ&ブリスタ      | 『Wonder feat.May J.』『二人のTrue Love Story peace to miray』 |
| ケラケラ               | 『スターラブレイション』『友達のフリ』 |
| ケツメイシ             | 『聖なる夜に』『冬物語』 |
| CIVILIAN（ex.Lyu:Lyu） | 『メシア』『ディストーテッド・アガペー』『Bake no kawa』『愛/憎』 |
| SHINee                 | 『君のせいで』 |
| JUJU                   | 『桜雨』 |
| SKELT 8 BAMBINO        | 『What's Love? feat.SoulJa』『あなたがくれた奇蹟 starring BJ』『夏恋』『僕はB型〜A型の君に恋してる〜』『サクラ咲ク』（岡川太郎との共作）                                                                      |
| Sonar Pocket           | 『Promise』『アリガトウ』『二人いつまでも』『友達に贈る歌』『涙』 |
| デリカテッセン         | 『I,myself』『Startend』 |
| 10-FEET                | 『recollection feat.つじあやの』 |
| ナイス橋本             | 『あなたをもっと好きになる feat.コヤマユウ』 |
| NIKIIE                 | 『STAR from「It's ME,NIKIIE TOUR!!」』 |
| 西野カナ               | 『遠くても feat.WISE』『君に会いたくなるから』 |
| HOWL BE QUIET          | 『サネカズラ』 |
| BUZZ THE BEARS         | 『声』 |
| back number            | 『思い出せなくなるその日まで』『恋』『日曜日』『わたがし』『青い春』『繋いだ手から』『ヒロイン』 |
| THE BACK HORN          | 『声』『墓石フィーバー』 |
| 馬場俊英               | 『待ち合わせ』『明日に咲く花』 |
| 浜田省吾               | 『夜はこれから』 |
| People In The Box      | 『天使の胃袋』 |
| 平川地一丁目           | 『うたかた』『永遠の約束』 |
| FUZZY CONTROL          | 『1℃』『鼓動』 |
| 風味堂                 | 『あふれる愛を伝えたい』 |
| 藤澤ノリマサ           | 『桜の歌』 |
| PENPALS                | 『Past』 |
| MACO                   | 『ありがとう』 |
| Mother Ninja           | 『サヨナラリフレイン』 |
| MAMALAID RAG           | 『消えた恋』 |
| 森山直太朗             | 『未来 〜風の強い午後に生まれたソネット〜』『涙』 |
| 矢井田瞳               | 『もぎたての憂鬱』『間違いだらけのダイアリー』『同情みたいなLOVE』 |
| 野狐禅                 | 『不完全熱唱』 |
| 山崎まさよし           | 『真夜中のBoonBoon』『空へ』『君の名前』 |
| UNISON SQUARE GARDEN   | 『オリオンをなぞる』 |
| YO-KING                | 『スペース 〜拝啓、ジェリー・ガルシア〜』 |
| RADWIMPS               | 『マニフェスト』 |
| Rickie-G               | 『逃飛行』 |
| Little Glee Monster    | 『人生は一度きり』 |
| 凛として時雨           | 『JPOP Xfile』 |
| 忘れらんねえよ         | 『僕らチェンジザワールド』 |
| 1FINGER                | 『My Style』 |
| TFG                    | 『My Dear Summer』 |

### CM
- JR東日本　企業広告「くりかえし」篇
- SUZUKI HUSTLER ×GirlsAward2014   TV SPOT
- JRA 2015有馬記念　TV SPOT
- FREE コーラ

### TV
- フジテレビ系ドラマ「0号室の客」第三話「完璧な男」演出
- フジテレビ系ドラマ「無痛」TV−SPOT